# Benny Peled
Benny Peled (în ebraică בני פלד), născut cu numele de Benjamin Weidenfeld (n. 18 aprilie 1928, Tel Aviv, Palestina sub mandat britanic – d. 13 iulie 2002, Ramat HaSharon⁠(d), Districtul Tel Aviv, Israel) a fost un general israelian, care s-a făcut remarcat în Războiul de Yom Kippur (1973). 
În perioada mai 1973 - octombrie 1977, generalul Benny Peled a fost comandant al Forțelor Aeriene ale Israelului.